# Uíge (Schiff)
Die Uíge war ein 1954 gebautes portugiesisches Passagierschiff der Reederei Companhia Colonial de Navegação, das sie auf ihren Verbindungen zwischen Lissabon und Angola einsetzte. Zuletzt diente das Schiff als Truppentransporter und wurde 1979/80 abgewrackt.

## Bau und technische Daten
Als Ersatz für die noch aus dem Jahr 1907 stammende Mouzinho bestellte die Companhia Colonial de Navegação 1952 einen Neubau bei der belgischen Werft Cockerill in Hoboken (Antwerpen). Angeschafft wurde das Schiff mithilfe der Mittel aus dem Programm des Despacho 100, des Dekrets Nummer 100, mit dem die portugiesische Regierung nach dem Zweiten Weltkrieg die Handelsflotte modernisierte und erweiterte. Wie ihre Vorgängerin war der Neubau für den Einsatz zwischen dem Mutterland und den portugiesischen Kolonien in Afrika vorgesehen. Unter der Baunummer 769 wurde der Neubau am 19. Dezember 1952 auf Kiel gelegt, lief am 23. Januar 1954 vom Stapel und wurde auf den Namen der Stadt Uíge in Angola getauft. Die Übergabe erfolgte am 3. Juli 1954, Heimathafen wurde Lissabon.
Das Schiff war 145,4 Meter lang, 19,2 Meter breit und hatte einen Tiefgang von 8,0 Metern. Es war mit 10001 BRT bzw. 6830 NRT vermessen und hatte eine Tragfähigkeit von 8226 Tonnen. Ein Achtzylinder-Zweitakt-Dieselmotor von Burmeister & Wain vom Typ 874VTF-140 erzeugte 6850 PS und ermöglichte über eine Schraube eine Geschwindigkeit von 16,0 Knoten. Ihre Unterkünfte boten 575 Passagieren Platz, davon 78 in der Ersten Klasse und 493 in der Dritten Klasse. Darüber hinaus boten fünf Laderäume 8719 Kubikmeter Platz für Stückgüter, davon waren 450 Kubikmeter für Kühlladung. Die Besatzung bestand aus 180 Mann.

## Geschichte
Nach Ankunft in Lissabon am 11. Juli 1954 verließ die Uíge den Hafen zur ersten kommerziellen Reise am 4. August des Jahres. Die Jungfernfahrt führte zunächst über Porto de Leixões zu den angolanischen Häfen Luanda, Lobito und Moçâmedes und auf der Rückreise nach Sao Tomé und Funchal, von der sie am 14. September wieder in Lissabon eintraf. In den nächsten Jahren setzte die Reederei das Schiff routinemäßig auf der Verbindung zwischen Portugal und Angola ein. Für das Unternehmen war die Uíge ein erfolgreiches Schiff, da es eine große Passagier- und Frachtkapazität miteinander verband und sich zugleich im Betrieb als sehr wirtschaftlich erwies.
Ab 13. Juni 1961 charterte die portugiesische Regierung die Uíge wie viele andere Schiffe für den Truppentransport im Rahmen des portugiesischen Kolonialkrieges. Bei diesen Fahrten wurden Truppen und ihre Ausrüstung nach Luanda transportiert, ab 1964 dann auch nach Guinea. Mit der Zunahme des Flugverkehrs Ende der 1960er Jahre erfolgten auch Truppentransporte mit Flugzeug, so dass Liniencharter auf Guinea reduziert wurden. Auch als die Reederei Companhia Colonial de Navegação 1974 mit der Empresa Insulana de Navegação zusammengeführt und die Uíge an die neugegründete Companhia Portuguesa de Transportes Marítimos übertragen worden war, wurden diese Truppentransporte fortgesetzt.
Gegen Ende des Kolonialkrieges unternahm das Schiff im Jahr 1975 die einzige – ebenfalls von der Regierung gecharterte – Reise nach Mosambik. Am Ende des Kolonialkrieges befand sich die Uíge im November 1975 in Angola. Sie war Teil des portugiesischen Marineverbandes, der aus den Fregatten Hermenegildo Capelo und Roberto Ivens, der Korvette General Pereira d'Eça, dem Hospitalschiff Gil Eannes, dem Tanker São Gabriel und den als Truppentransporter eingesetzten Passagierschiffen Niassa und Uíge bestand. Sie brachten den letzten portugiesischen Gouverneur von Angola, Admiral Leonel Cardoso, und die letzten portugiesischen Truppen zurück nach Lissabon.
Nach der Rückkehr wurde die Uíge am 26. Januar 1976 aufgelegt und lag vor Lissabon in Mar da Palha vor Anker. Im November 1978 wurde sie schließlich zum Abwracken verkauft und zwischen März 1979 und September 1980 in Alhos Vedros verschrottet.